# Воронино (Можайский район)
Воронино — деревня в Можайском районе Московской области, в составе городского поселения Уваровка. На 2010 год, по данным Всероссийской переписи 2010 года, постоянного населения не зафиксировано. До 2006 года Воронино входило в состав Колоцкого сельского округа.
Опустевшая деревня (на современной карте обозначается, как нежилая) расположена в центральной части района, у истока безымянного правого притока реки Колочь, примерно в 4 км к юго-западу от пгт Уваровка, высота центра над уровнем моря 261 м. Ближайшие населённые пункты — Хващёвка на юг, Бараново на восток, Власово на северо-восток и Гриднево на север.